# Brestov (Prešov)
Brestov (ungarisch Boroszló) ist eine Gemeinde im Osten der Slowakei mit 461 Einwohnern (Stand 31. Dezember 2024) im Okres Prešov, einem Teil des Prešovský kraj, und wird zur traditionellen Landschaft Šariš gezählt.

## Geographie

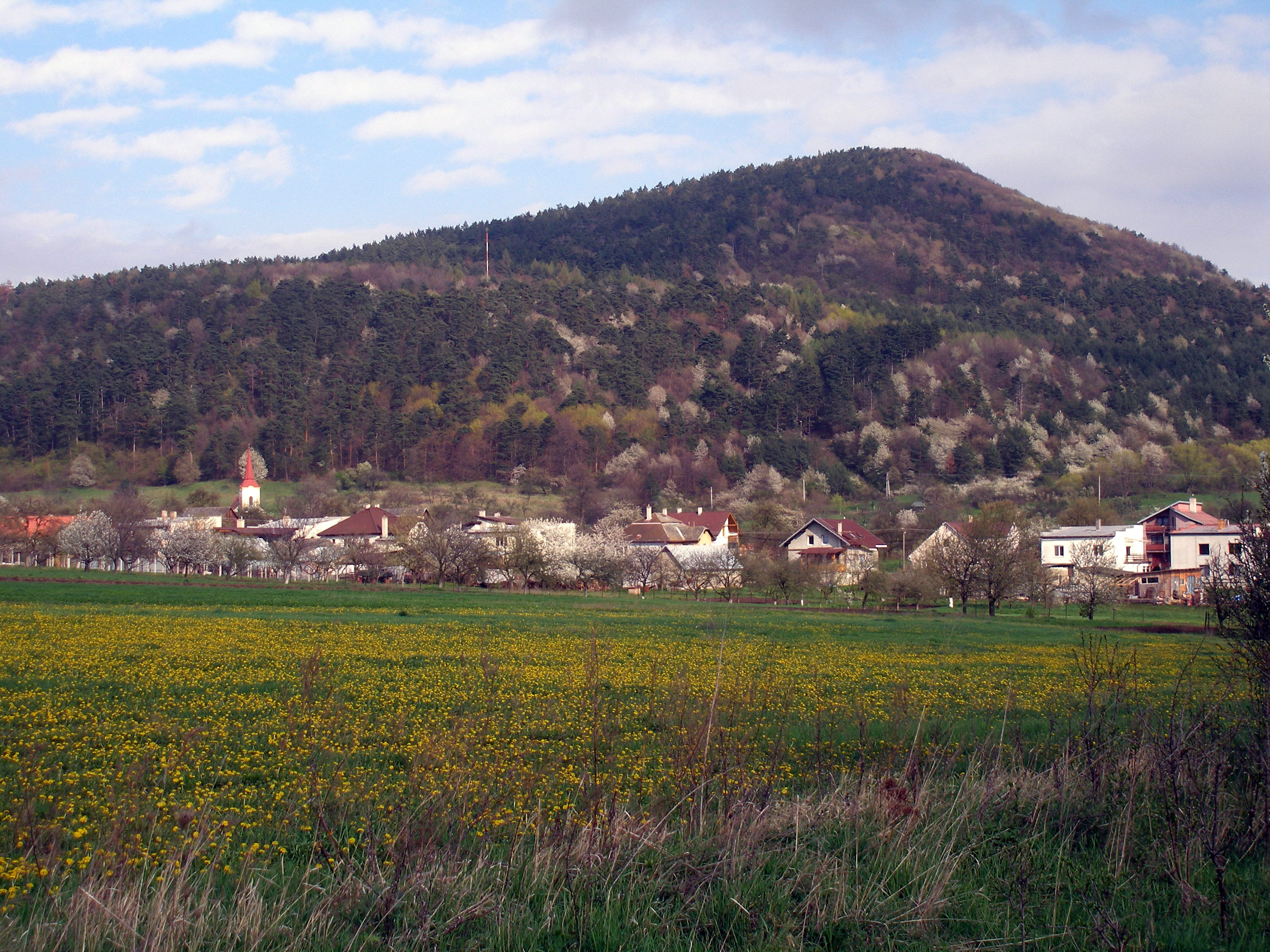
Brestov

Die Gemeinde befindet sich im Talkessel Košická kotlina im Tal des Baches Brestov im Einzugsgebiet der Torysa. Im Osten erhebt sich das Gelände Richtung Gebirge Slanské vrchy. Das Ortszentrum liegt auf einer Höhe von 321 m n.m. und ist 20 Kilometer von Prešov sowie 22 Kilometer von Košice entfernt (Straßenentfernung).
Nachbargemeinden sind Mirkovce im Nordwesten und Norden, Žehňa im Nordosten, Bunetice im Osten, Varhaňovce im Süden und Šarišské Bohdanovce im Südwesten und Westen.

## Geschichte

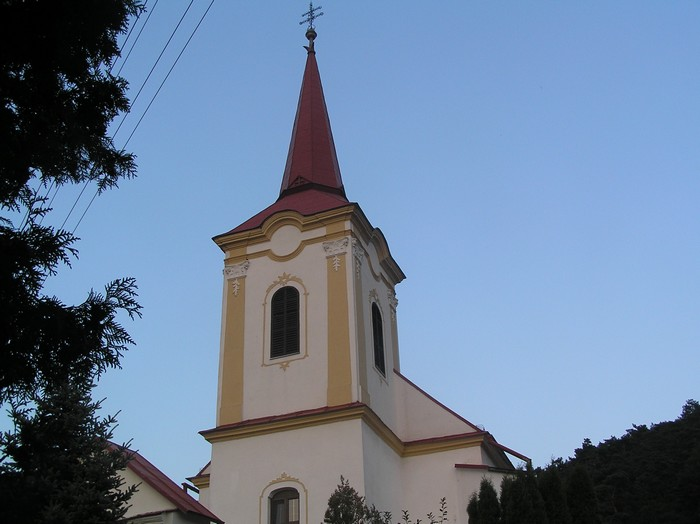
Kirche

Brestov wurde zum ersten Mal 1229 (nach anderen Angaben schon 1219) als Borozlou schriftlich erwähnt, weitere historische Bezeichnungen sind unter anderen Buruzlouwtha (1304), Brestow (1773) und Bresstow (1786). 1427 wurden 31 Porta verzeichnet und das Dorf war Besitz der Propstei von Myšľa, später der Jesuiten und nach deren Auflösung eines Studienfonds. Im Verlauf des 16. Jahrhunderts verarmten die Bauern und wurden vermehrt Untermieter. 1787 hatte die Ortschaft 60 Häuser und 425 Einwohner, 1828 zählte man 89 Häuser und 647 Einwohner, die als Landwirte, Viehhalter, Waldarbeiter und Weber beschäftigt waren, dazu gab es einen Andesitsteinbruch im 19. Jahrhundert. Die Einwohner nahmen am Ostslowakischen Bauernaufstand von 1831 teil.
Bis 1918/1919 gehörte der im Komitat Sáros liegende Ort zum Königreich Ungarn und danach zur Tschechoslowakei beziehungsweise heute Slowakei. Nach dem Zweiten Weltkrieg wurde die örtliche Einheitliche landwirtschaftliche Genossenschaft (Abk. JRD) im Jahr 1959 gegründet, ein Teil der Einwohner pendelte zur Arbeit nach Košice und Prešov.

## Bevölkerung
| Jahr                | 1994 | 2004    | 2014    | 2024    |
| ------------------- | ---- | ------- | ------- | ------- |
| Anzahl der Personen | 479  | 454     | 449     | 461     |
| Unterschied         |      | −5,21 % | −1,10 % | +2,67 % |

| Jahr                | 2023 | 2024 |
| ------------------- | ---- | ---- |
| Anzahl der Personen | 461  | 461  |
| Unterschied         |      | +0 % |

Nach der Volkszählung 2011 wohnten in Brestov 443 Einwohner, davon 416 Slowaken. 27 Einwohner machten keine Angabe zur Ethnie.
387 Einwohner bekannten sich zur römisch-katholischen Kirche, sechs Einwohner zur griechisch-katholischen Kirche, vier Einwohner zur Evangelischen Kirche A. B. und ein Einwohner zu den Baptisten. Zwei Einwohner bekannten sich zu einer anderen Konfession, 18 Einwohner waren konfessionslos und bei 25 Einwohnern wurde die Konfession nicht ermittelt.

## Baudenkmäler
- römisch-katholische Kirche Mariä Himmelfahrt im barock-klassizistischen Stil aus dem Jahr 1782

## Verkehr
Durch Brestov führt die Straße 3. Ordnung 3438 zwischen Varhaňovce und Mirkovce.